# Eumerus rufoscutellatus
Eumerus rufoscutellatus är en tvåvingeart som beskrevs av Enrico Adelelmo Brunetti 1913. Eumerus rufoscutellatus ingår i släktet månblomflugor, och familjen blomflugor. Inga underarter finns listade i Catalogue of Life.